# Drosera ramentacea
Drosera ramentacea ist eine fleischfressende Pflanze aus der Gattung Sonnentau (Drosera). Sie ist in Südafrika heimisch.

## Beschreibung
Drosera ramentacea sind krautige Pflanzen. Sie wachsen bis zu 50 Zentimeter hoch aufrecht aus älteren, niederliegenden, verholzten Stämmen, die dicht mit alten, welken, herabhängenden Laub- und Nebenblättern bedeckt sind. 
Die Blätter sind dachziegelartig angeordnet, der Blattstiel ist steif, abgeflacht, mit langen, rostbraunen Haaren verstreut besetzt und bis zu 5 Zentimeter lang, anfangs stehen sie aufrecht, mit zunehmendem Alter hängen sie jedoch herab. 
Nebenblätter sind unterhalb des Blattes verschmolzen und rund 7 Millimeter lang, oberhalb in bis zu drei spitze, ahlenförmige Segmente geteilt, deren mittleres das breiteste ist. Das Nebenblatt ist häutig, rostfarben und liegt am Stängel an. Die Spreite ist schmal lanzettlich, bis zu 4 Zentimeter lang und 8 Millimeter breit, die Ränder sind dicht mit langen, fadenförmigen Tentakeln besetzt, die keulenförmige Drüsenköpfe tragen, die zur Mitte hin angeordneten sind äußerst kurz, dazwischen finden sich einzelne längere Haare.
Die Blütenstandsachse entspringt den Blattachseln nahe der Spitze der Pflanze, ist gegabelt oder verzweigt, blattlos und bis zu 25 Zentimeter lang. An ihrem Ende trägt sie bis zu dreißig Blüten, die an bis zu 5 Millimeter langen Blütenstielen stehen. Die Kelchblätter sind verwachsen, die einzelnen Lappen sind bis zu 6 Millimeter lang. Die Kronblätter sind umgekehrt-eiförmig bis keilförmig, magenta und haben eine Länge von bis zu 1,5 Zentimetern.
Die kurzen Staubfäden sind abgeflacht, das Konnektiv ist rhombisch geformt. Die Griffel sind vom Ansatz an geteilt, lang und ausgebreitet, die Narben sind gelegentlich gespalten und leicht geschwollen. Die Kapselfrüchte sind länglich-rund, die Samen feilspanförmig, bräunlich, bis zu 0,4 Millimeter lang und perlförmig gemustert.

## Verbreitung
Die Art findet sich nur im Südwesten der Kapregion, hauptsächlich auf und um die Kaphalbinsel, sie wächst dort im Fynbos. Drosera ramentacea ist selten. 

## Systematik
Drosera ramentacea wurde 1824 erstbeschrieben. Sie wird in die Sektion Drosera der gleichnamigen Untergattung eingeordnet.

## Nachweise
- Anna Amelia Obermeyer: Droseraceae. In: The Flora of Southern Africa. Band 13: Cruciferae, Capparaceae, Resedaceae, Moringaceae, Droseraceae, Roridulaceae, Podosfemaceae, Hydrostachyaceae. Botanical Research Institute – Department of Agricultural Technical Services – Republic of South Africa, Pretoria 1970, S. 187–201.